# Башня - двухэтажный амбар с бойницами Сергучевых, XIX век
Двухэтажная башня-амбар с бойницами была построена в 1830-х годах на усадьбе богача И. Н. Сергучева, в местности Куукуна Батаринского наслега Мегина-Кангаласского улуса Республики Саха (Якутия). Памятник архитектуры регионального значения.
Двухэтажный сруб рублен в «обло» с остатком. Фундамент сооружения деревянные лежки, стены рубленные из брёвен. Перекрытие настлано из половинок брёвен и просыпано толстым слоем земли. Над входом первого ряда навес, служащий своеобразным балконом. По периметру стен расположены 55 бойниц, это указывает на оборонительные функции сооружения. Пол земляной.
Размеры сооружения составляют: двухэтажная башня-амбар с бойницами 4,75×4,68 м, высота — 4,62 м, площадь 22,2 м²; пристрой амбар 5,05×4,30 м, высота — 2,37 м, площадь 21,7 м². Общая площадь — 43,9 м².